# تاكسي إلى الجانب المظلم
تاكسي إلى الجانب المظلم هو فيلم وثائقي أمريكية صدر في 2007 من إخراج أليكس غيبني، ومن إنتاجه بجانب إيفا أورنر، وسوزانا شيبمان. فاز بجائزة الأوسكار لأفضل فيلم وثائقي سنة 2007. ويركز الفيلم على مقتل سائق سيارة أجرة أفغاني يُدعى ديلاوار في ديسمبر 2002، بعد تعرضه للضرب حتى الموت من قبل جنود أمريكيين أثناء احتجازه خارج نطاق القضاء للتحقيق معه في مركز اعتقال باروان في قاعدة بغرام الجوية.
الفيلم ضمن سلسلة «لماذا الديمقراطية؟»، التي تتألف من عشرة أفلام وثائقية من جميع أنحاء العالم تناقش وتبحث في الديمقراطية المعاصرة. بث الفيلم في أكثر من 30 بلدًا، وعرضته بي بي سي ضمن سلسلة «ستوري فيل».
يدرس الفيلم سياسة الولايات المتحدة بشأن التعذيب والاستجواب، وتحديدا التعذيب من قِبل وكالة الاستخبارات المركزية. ويتضمن الفيلم المناقشات ضد استخدام التعذيب من قبل السياسيين والعسكريين المعارضين، ومعايير اتفاقية جنيف التي تحظر التعذيب.

## التفاصيل

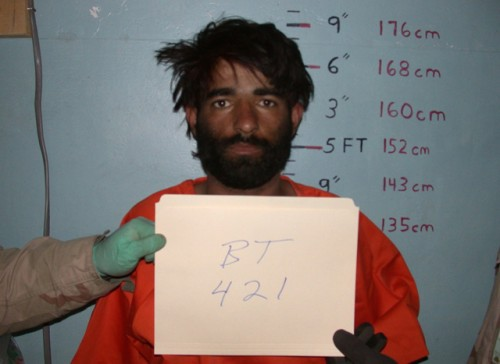
سائق الأجرة ديلاوار في قاعدة بغرام قبل وفاته.

ديلاوار هو سائق سيارة أجرة أفغاني يبلغ من العمر 22 عامًا، ومزارع من قرية صغيرة في ولاية خوست في أفغانستان، كان مستقلا سيارته ومعه ثلاثة ركاب، وأوقفته نقطة تفتيش باكستانية واعتقله بدون إبداء أسباب، وتم تسليم الأربعة إلى الجنود الأمريكيين الذين نقلوهم إلى قاعدة بغرام في 1 ديسمبر 2002 واعتبرتهم القوات الأمريكية من أمراء الحرب الأفغان، واحتجر ديلاوار في قاعدة باغرام الجوية، وتم اعطائه رقم السجين BT421. وتم تعذيبه، حيث ظل مُعلقًا من معصميه في سقف الزنزانة لمدة أربعة أيام، حتى تقطعت أوتار ذراعيه، كما تعرض للضرب الشديد في ساقيه لدرجة أنه كان يحتاج لبترها. وتوفي في 10 ديسمبر 2002. ومن المرجح أن تعرض لهجوم شديد تسبب بتجلط الدم.
ويكشف الفيلم مزيد من حالات «التعذيب» منذ 9/11 في انتهاك اتفاقية جنيف مثل انتهاكات سجن أبو  غريب.
الفيلم الوثائقي يدعي أن أكثر من 83,000 شخص دخلوا السجون الأمريكية في أفغانستان حتى عام 2007، كما أن 105 معتقلًا توفوا في الأسر، 37 من هذه الوفيات تم  الاعتراف رسميًا على أنها جرائم تعذيب. تعرض الفيلم أيضًُا لمعتقل غوانتانامو، وأن نفس الأساليب مُنفَّذة هناك.
عُرض الفيلم لأول مرة في مهرجان تريبيكا السينمائي في نيويورك في 28 أبريل 2007.

## الاستقبال والجوائز
حصل على مركز خامس أفضل فيلم لعام 2008 في تقييم مجلة بريمير، والمركز السابع في تقييم مجلة وايت بيل.
واعتبرته أكاديمية فنون وعلوم الصور المتحركة واحدًا من 15 فيلمًا مستحقة لجائزة أوسكار أفضل فيلم وثائقي قصير في نوفمبر عام 2007، وحصل على جائزة الأوسكار في 24 فبراير 2008. كما فاز بجائزة بيبودي في عام 2007.

## وصلات خارجية
- تاكسي إلى الجانب المظلم على موقع IMDb (الإنجليزية)
- تاكسي إلى الجانب المظلم على موقع ميتاكريتيك (الإنجليزية)
- تاكسي إلى الجانب المظلم على موقع روتن توميتوز (الإنجليزية)
- تاكسي إلى الجانب المظلم على موقع نتفليكس (الإنجليزية)
- تاكسي إلى الجانب المظلم على موقع ألو سيني (الفرنسية)
- تاكسي إلى الجانب المظلم على موقع Turner Classic Movies (الإنجليزية)
- تاكسي إلى الجانب المظلم على موقع أول موفي (الإنجليزية)
- تاكسي إلى الجانب المظلم على موقع بوكس أوفيس موجو (الإنجليزية)
- تاكسي إلى الجانب المظلم على موقع فيلمافينيتي (الإسبانية)
- تاكسي إلى الجانب المظلم على موقع قاعدة بيانات الفيلم (الإنجليزية)